# راجي التكريتي
راجي عباس صالح التكريتي (1932-1993م). طبيب وضابط عراقي.

## سيرته
ولد في منطقة الحارَّة بتكريت، ونسبته إليها، وأكمل دراسته الابتدائية فيها بالمدرسة الأولية الحكومية اما المتوسطة فدرس في مدرسة التفيض الاهلية في تكريت، ثم انتقل مع اخيه إلى محافظة الديوانية فأكمل فيها دراسته الثانوية في الفرع العلمي، وهذا الفرع كان البوابة التي هيأت له الالتحاق عام 1952م بكلية الطب في جامعة بغداد الذي تخرج منها عام 1958م،ثم درس الطب في لندن وتخرج منها. عمل طبيباً في عيادته الخاصة ببغداد، وفي مستشفى الرشيد العسكري أدار فيه شعبة الطب الفيزيائي وأمراض المفاصل. اختير عضواً في اللجنة الدولية للطب والصيدلة العسكرية (ICMM) ومقرها بروكسل، وانتخب رئيساً لها لسنتين. كان له مجلس ليلة كل جمعة، يؤمه عارفوا فضله، وكان ذا دين وفضائل. وشغل في عقد الثمانينيات من القرن العشرين منصب مدير الأمور الطبية في الجيش العراقي، ورئيس هيئة رعاية معوقي الحرب والتي سميت بعد فترة، هيئة رعاية معوقي قادسية صدام. كانت ميول راجي التكريتي قومية، وكان لديه طموحات سياسية. ففي بداية عقد التسعينيات أتهم بالاشتراك مع مجموعة ترأسها جاسم أمين مخلص التكريتي (ابن شقيق مولود مخلص باشا)، واللواء المتقاعد بشير الطالب (آمر الحرس الجمهوري زمن عبد السلام عارف)، واللواء علي العبيد التميمي (مساعد آمر اللواء العاشر للحرس الجمهوري)، والشيخ طالب السهيل التميمي (أغتيل في لبنان عام 1994م)، والضابط صفر بن مولود مخلص باشا التكريتي، والعميد سفيان صالح الغريري (قائد فرقة مدرعة في الحرس الجمهوري، أعدم 1992م)، والفريق طيار سالم سلطان البصو (قائد سلاح الطيران في الحرب العراقية الإيرانية). كان هدفهم تغيير النظام الحاكم من خلال الإطاحة بالرئيس صدام حسين وقيل حينها ان قائد هذه المجموعة كان اللواء الطبيب راجي التكريتي. وقد تمكنت اجهزة النظام الأمنية من إستدراجهم والقبض عليهم ثم اعتقلوا، وحكموا جميعاً بحكم الإعدام.
يقول الدكتور علاء بشير عن سبب إعدام راجي التكريتي: ان الدكتور التكريتي أعرفه جيداً وكان لديه طموح سياسي كبير، والذي عنده مثل هذه الطموحات (يجب ان) يتوقع هذه النتيجة (يقصد الإعدام). وكان راجي التكريتي خلال العقود الثلاثة الأخيرة من عمره قد شغل نفسه فيها بمجالات مختلفة منها الطب والعسكرية والأدب والتأليف، وقد ترك لنا عدد من مؤلفاته القيمة المطبوعة في تلك المجالات.

## آثاره
- أمراض المفاصل. (بغداد 1964م).
- حفلة تعذيب صاخبة:صورة مفزعة من أساليب الشعوبيين في التحقيق والإستجواب مع القوميين الأحرار بعد ثورة الشواف. (1964م).
- الصيام والصحة. تأليف الدكتور أتو اف.بوجنكر.(ترجمة 1967م).[1]
- الظهار:آلام الظهر.
- السلوك المهني للأطباء.
- شلل الأطفال.
- طرائف الأطباء.
- الإسناد الطبي في الجيوش العربية الإسلامية.
- الضحك.[9]

## وفاته
توفي الحكيم راجي التكريتي عام 1993م، بعد أن حكم عليه بالإعدام بتهمة التآمر لقلب نظام حكم الرئيس العراقي الأسبق صدام حسين. وقيل انه قتل بطريقة بشعة من خلال رميه إلى كلاب متوحشة وجائعة. ولكن عائلته نفت ذلك وذكروا انما سلم جثمانه اليهم ورقبته مكسورة لإيهامهم بانه أعدم شنقاً، وشاهدوا ثقب تحت أذنه اليمنى وورم كبير في الجهة اليمنى من رأسه.